# I²S
I2S, conocido también como Inter-IC Sound, Integrated Interchip Sound, o IIS, es un estándar eléctrico de bus serial usado para interconectar circuitos de audio digital. El bus I2S separa las señales de datos y de reloj, lo que resulta en menores cantidades de fluctuación (jitter en inglés) de la señal que en sistemas que recuperan el reloj de la señal de datos.
Este estándar fue publicado por primera vez en 1986 y su última revisión es de 1996.
El bus consiste de al menos tres líneas:
1. La línea de reloj de bit
2. La línea de reloj de palabra (llamada también selección de palabra, WS, o reloj izquierda-derecha (LRCLK)
3. Por lo menos una línea de datos multiplexados

Opcionalmente, puede también incluir las siguientes líneas:
1. Reloj maestro (típicamente 256 x LRCLK)
2. Una línea multiplexada de entrada para obtener comunicación bidireccional.

## I²S

Diagrama de tiempos de una trama I²S

El bus I²S consiste de un reloj de bit, una línea de selección de palabra y la línea de datos. El protocolo I²S especifica un tipo de comunicación digital tipo PCM con parámetros bien definidos.
El reloj de bit pulsa por cada bit discreto presente el la línea de datos. El reloj de bit operará a una frecuencia que es un múltiplo de la razón de muestreo. Este multiplicador dependerá del número de bits por canal, y del número de canales. Por ejemplo, audio de calidad CD con una razón de muestreo de 44.1 kHz, con 16 bits de precisión y 2 canales estéreo tendrá una frecuencia de reloj de bit de 1.4112 MHz (44.1 kHz * 16 * 2). El reloj de palabra permite al circuito receptor conocer si los datos que están siendo enviados pertenecen al canal 1 o al 2 ya que dos canales pueden ser enviados por la misma línea de datos. Para datos estéreo, la especificación I²S establece que la izquierda se transmite en la parte baja del ciclo del reloj de palabra, y la derecha en la parte alta. El reloj de palabra tiene un ciclo de reloj de 50%, y tiene la misma frecuencia que la razón de muestreo.
El primer bit transmitido después de una transición del reloj de palabra es el bit menos significativo de la palabra anterior.
En equipo de audio, el estándar I²S se usa a veces como en lazo externo entre el transporte de CD y un DAC externo, al contrario de los reproductores normales en donde el estándar es usado internamente. Algunos melómanos consideran este lazo externo como de mayor calidad que los estándares normales, AES/EBU o Toslink o S/PDIF. 
El estándar I²S no considera la capa física, y como tal no establece un cable estándar. Algunos fabricantes proveen tres conectores BNC, un conector RJ-45, o un conector DE-9. Otros, como Audio Alchemy proveían un conector DIN.